# Leicester House
La maison de Leicester (en anglais : Leicester House) est un ancien palais urbain privé à Westminster à Londres, aujourd'hui détruit. Il se trouvait au nord de l'actuelle Leicester Square dans le West End de Londres.
Construit par le 2e comte de Leicester et achevé en 1635, il fut ensuite occupé par Élisabeth Stuart, ancienne reine de Bohême, et par les princes de Galles de la maison de Hanovre. La maison fut vendue et démolie en 1791. Aujourd'hui, Leicester Square est situé sur le terrain de son ancien jardin.